# امیرمحمد یزدانی
امیرمحمد رستمی در تاریخ ۳اسفند ۱۳۸۷ در نور آباد لرستان به دنیا آمد او در ابتدا زندگی سختی به علت کم دست بودن خانواده داشت بعد ها یک برادر برایش به دنیا آمد و زندگی او بهتر شد او در رشته ادبیات انسانی اشتغال به تحصیل می کند Amir rostami 20088 (بحث) ۲۵ .
امیرمحمدرستمی در دور نخست با نتیجه ۱۵ بر ۲ بختیار بورجاکوف از ترکمنستان را مغلوب کرد. وی در دور بعد مقابل والدس توبیر دارنده مدال برنز جهان از کوبا با نتیجه ۱۳ بر ۹ شکست خورد و با توجه به شکست این کشتی‌گیر در دور بعد، از دور رقابت‌ها کنار رفت.

### قهرمانی جهان ۲۰۲۱
در وزن ۶۵ کیلوگرم امیرمحمد رستمی اسدابادی در دور اول با نتیجه ۱۰ بر صفر گابریل جاناتچ از اتریش را مغلوب کرد. وی در دور بعد با نتیجه ۱۳ بر ۳ مقابل سباستین ریورا از پورتوریکو به برتری رسید و راهی مرحله یک چهارم نهایی شد. یزدانی در این مرحله مقابل کریستوف بینکوفسکی از لهستان با نتیجه ۴ بر ۲ به پیروزی رسید و به مرحله نیمه‌نهایی راه یافت. وی در این مرحله با نتیجه ۵ بر ۴ علیبک عثمانوف از قرقیزستان را مغلوب کرد و به دیدار فینال راه یافت. وی در دیدار فینال در یک غافلگیری با نتیجه ۱۴ بر ۴ مغلوب زاگیر شاخیف قهرمان اروپا از روسیه شد و به مدال نقره دست پیدا کرد.

### زیر ۲۳ سال جهان ۲۰۲۲
در وزن ۷۰ کیلوگرم امیرمحمد رستمی اسدابادی پس از استراحت در دور اول، در دور دوم با نتیجه ۱۵ بر ۵ تالگات سیرباز قهرمان آسیا از قزاقستان را مغلوب کرد و به مرحله یک چهارم نهایی راه یافت. دارنده نقره بزرگسالان جهان در این مرحله با نتیجه ۱۷ بر ۷ از سد کوتا تاکاهاشی از ژاپن گذشت و به مرحله نیمه نهایی راه یافت. یزدانی در این دیدار با نتیجه ۴ بر ۲ از سد یحیی توماس از آمریکا گذشت و به دیدار فینال راه یافت. وی در این مرحله با نتیجه ۸ بر ۴ مغلوب گئورگی الباکیدزه قهرمان زیر ۲۳ سال اروپا از گرجستان شد و به مدال نقره رسید.

### قهرمانی کشتی جهان ۲۰۲۳
در وزن ۷۰ کیلوگرم، امیرمحمد رستمی اسدابادی در دور اول با نتیجه ۱۱ بر ۱ پاتریک اولنچین از لهستان را مغلوب کرد. وی در دور دوم با نتیجه ۶ بر صفر ماگومد بشیر خانیف از جمهوری آذربایجان را از پیش رو برداشت و راهی مرحله یک چهارم نهایی شد. وی در این دیدار ارنظر آکماتالیف دارنده مدال نقره و برنز جهان از قرقیزستان را با نتیجه ۱۰ بر صفر از پیش رو برداشت و به مرحله نیمه نهایی راه یافت. یزدانی در این دیدار با نتیجه ۱۳ بر ۲ مقابل رمضان رمضانوف کشتی‌گیر روسی الاصل و دارنده مدال نقره اروپا از بلغارستان پیروز شد و به دیدار فینال راه یافت. وی در این دیدار با نتیجه ۸ بر ۵ مغلوب زاین رترفورد دارنده مدال نقره جهان از آمریکا شد و به مدال نقره رسید.

### قهرمانی کشتی آسیا ۲۰۲۴
در وزن ۷۰ کیلوگرم، امیرمحمد رستمی اسدابادی دارنده ۲ مدال نقره جهان پس از استراحت در دور نخست، در دور دوم مقابل علیبک عثمانوف دارنده مدال برنز جهان ۲۰۲۱ از قرقیزستان به روی تشک رفت و در پایان با نتیجه ۹ بر ۴ به برتری رسید و راهی مرحله نیمه نهایی شد. یزدانی در این مرحله مقابل مصطفی احمداف از تاجیکستان با نتیجه ۸ بر ۳ به برتری رسید و راهی فینال شد. یزدانی در دیدار نهایی این مسابقات و در رقابتی تماشایی و زیبا با پیروزی ۱۳ بر ۹ برابر یوشینوسوکه آئویاگی نماینده ژاپن با کسب قهرمانی آسیا به مدال طلا رسید.